# パバーン仏像

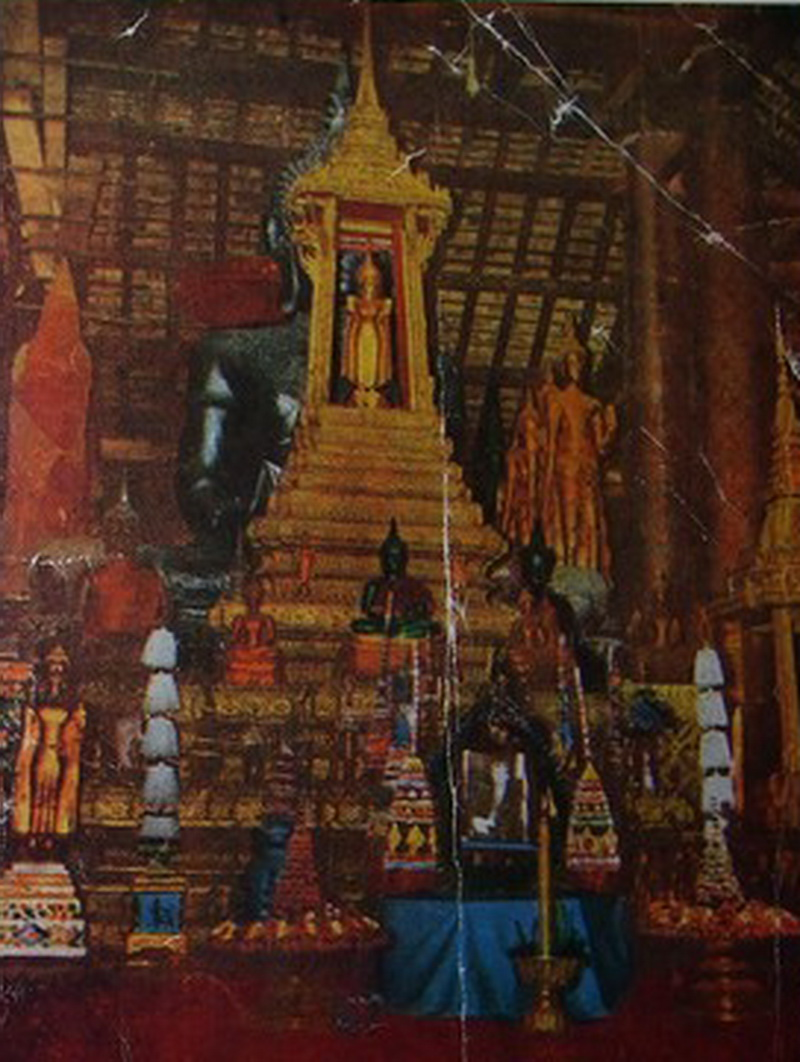
プラバーン仏像

パバーン仏像（ラーオ語：ພຣະບາງພຸດທະລາວັນ）はラオスの人々によって全国的に崇拝されている神聖な仏像で社会的、政治的、文化的に重要な役割を果たしている。14世紀に建国されたラーンサーン王朝の建国伝承の中で重要な役割を担う仏像で、ルアンパバーン（パバーン仏の都）という町の名の由来をなす。ルアンパバーン国立博物館(ラーオ語：ຫໍພິດທະພັນ ພຣະຣາຊວັງ ）の敷地にはパバーン堂（ラーオ語：ຫໍພຣະບາງ）と呼ばれる建物があり、パバーン仏像が安置されている。現在のパバーン堂は2012年から翌年にかけて建設され、2014年にパバーン仏像が移された。両腕を胸の前に上げて両手で施無畏印を結ぶハームニャートのポーズ（ラーオ語： ປາງຫ້າມຍາດ）の立像である。
パバーン仏は雨乞いの儀式で重要な役割を担ってきた、また、すべての人々とその共同体に平和と繁栄をもたらすことができる超自然的な力と奇跡を持つ仏陀を象徴するものと考えられ、さらには神聖なシンボルとして、ラオスの王制の繁栄と権力を明確に示していた。
なお、ラオスの伝承ではパバーン仏像はスリランカで造られカンボジアを経由して伝来されたとされるが、高田は14世紀半ばの情勢とタイ中部で14世紀頃作られたウートーン第1様式との共通点が多いという外見的特徴からタイのロブリーを製作地の候補として挙げている。
ルアンパバーンの人々にとってパバーン仏像はワット・シエントーンに安置されるパマーン仏像と同様に神聖な存在として崇拝される。

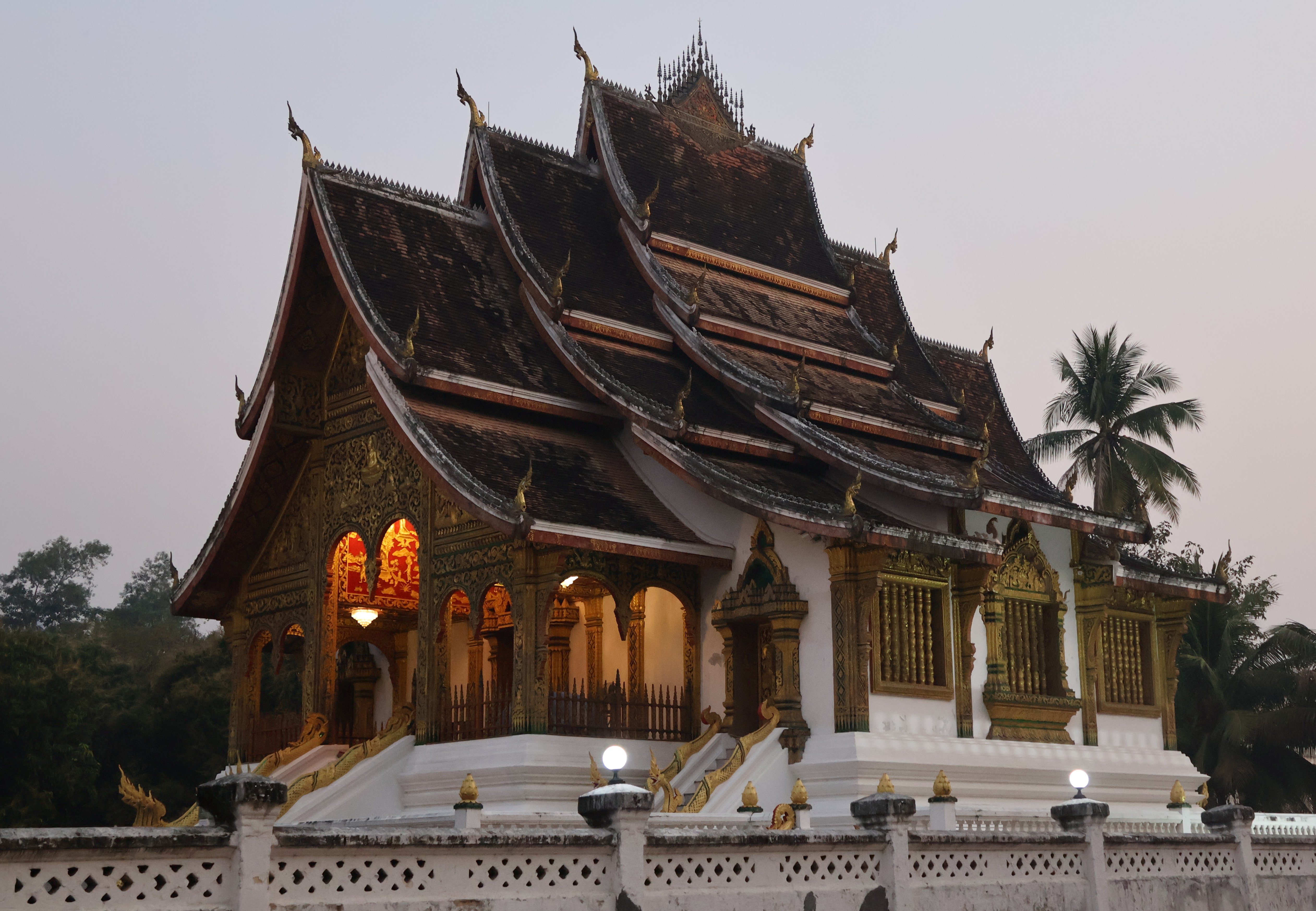
パバーン堂

## 伝承
パバーン仏像の神話は、ラオスの人々が祖先から語り継がれてきた神聖な物語を形成しており、その中でパバーン仏像は仏陀を象徴するシンボルとして機能し、神聖な仏像としてラオスの人々に精神的な価値を与えている。また、ラオスの社会と文化に関連する超自然的なものや仏教の信仰にまつわる意味も反映されている。パバーン仏像が様々な場所に移されたのは、パバーン仏像の力が街を守ってくれるという人々の信念を反映したもので、都市の命名や支配体制の確立に重要な役割を果たし、王政権力だけでなく、ラオス社会における仏教の普及を示す役割を果たした。

### パバーン仏像の伝承
ラオスにおけるパバーン仏像の伝承では、紀元前107年（仏歴426年）にスリランカでチュラナカ長老のもとで、釈迦の舎利5粒を体内に奉納して鋳造された神聖な仏像とされる。高さ94センチ、重さ67.6kgである。
1. 仏歴436～1400年/紀元前107年～857年（約960年間）：スリランカに安置
2. 仏暦1400〜1902年/西暦857～1359年（約520年間）：スリランカ王・スピンナラートが、クメール王朝にパバーン仏像を贈呈。
3. 仏暦1902年/西暦1359年：ファーグム王がラオスに持ち帰る
  1. 1902〜2045年/西暦1359～1502年（143年間）：ヴィエンカムに安置
  2. 2045〜2047年/西暦1502～1504年（2年間）：ワット・マノロム寺に安置
  3. 2047〜2248年/西暦1504～1705年（201年間）：ワット・ウィスンナラート寺に安置
  4. 2248〜2322年/西暦1705～1779年（74年間）：ビエンチャンのワット・インペーン・マハーウィハーンに安置
4. 仏暦2322〜2326年/西暦1779～1783年（4年間）：シャム軍（アユタヤ勢力）がビエンチャンを攻撃し、パバーン仏像、エメラルド仏を略奪
5. 仏暦2326〜2371年/西暦1783～1828年（45年間）：シャムから返還され、ビエンチャンに安置
6. 仏暦2371〜2409年/西暦1828～1866年（38年間）： 再度シャム軍がビエンチャンを侵攻、パバーン仏像を略奪。
7. 仏暦2409〜2429年/西暦1866～1886年（20年間）：シャムから返還され、ルアンパバーンのワット・ウィスンナラートに安置。
8. 仏暦2429〜2556年/西暦1886～現在：ワット・マイ・スワンナプーマラーム、ルアンパバーン王宮の金殿、王宮の宝物殿に安置

### ラオスへの伝来譚
ラオスの一般的な伝承では、1358年仏教を本格的に伝来させたファーグム王が妻でクメール王国の王女であったケオ・ケン・ヤー王妃の要請によりパバーン仏をクメール王から譲り受けラーンサーン国へ持ち帰った。途中ヴィエンカムの町を通過した時、町の領主であるパヤー・ヴィエンカムがパバーン仏をこの町で祀らせて欲しいと懇願したためパバーン仏はヴィエンカムに置かれるようになった。1440年になりラーンサーン朝の都シエンドーン・シエントーン（現在のルアンパバーン）に移そうとしたがチェンカーンまで進んで来た時、運んでいた船が転覆し仏像は水没してしまった。しかしパバーン仏はヴィエンカムの町の元の仏堂に戻っていた。そしてようやくシエントーンに請来できたのは1489年のことだった。当初はワット・チエンクラーン寺院に置かれていたが、ワット・マノーロム寺院に堂を造り安置し、1517年にはワット・ウィスン寺院に移された。1564年のヴィエンチャン遷都の際もこの仏像は同寺院に据え置かれた。セータティラート王の治世には、都市はシエンドーン・シエントーンからルアンパバーンへと名前が変わった。

### アユタヤによる略奪とバンコク王朝による返還
1699年頃、ラーンサーン朝はルアンパバーン国とヴィエンチャン国に分裂したが、その時ヴィエンチャンから派遣されていたルアンパバーンの太守はパバーン仏を伴ってヴィエンチャンに逃げ帰ったため、以来パバーン仏はヴィエンチャンに安置されることになった。その後、1778年～1779年にかけてアユタヤ朝がビエンチャンを侵攻し、その際の戦利品としてエメラルド仏とともにパバーン仏も持ち帰られた。３年後ラーマ１世がトンブリー王を処刑して新王朝（バンコク王朝）を創立すると、捕虜となっていたラオスのナンタセーン王子をラオス王とし帰国させたが、王子はパバーン仏をヴィエンチャンに持ち帰ることを許された。

### アヌヴォン王の反乱とバンコク王朝による没収と返還
アヌウォン王は1826年から29年バンコク王朝からの独立を企て反乱したため、バンコク王朝はビエンチャンを占領しアヌウォン王を捉え、パバーン仏も一緒に没収された。その後、1866年にラーマ４世に謁見したルアンパバーン国の王子はパバーン仏の返還を申し出て許されたため、パバーン仏は約200年ぶりにルアンパバーンに戻ることになった。その時、ルアンパバーンでは盛大な祝賀行事や法要が執り行われ、王宮内に仏殿が建てられ安置された。

## ピーマイラオ（ラオス正月）のパバーン仏像への灌頂儀式
ピーマイラオにおけるパバーン仏像への灌頂儀式（ラーオ語：ພິທີອາລາທະນາພຣະບາງ ພຸດທະລາວັນ）は毎年4月17日にパバーン堂から運び出され、隣のワット・マイ（ラーオ語：ວັດໃໝ່ສຸວັນນະພູມາຣາມ）まで山車でパレードを行い、3日間（4月17～19日）この寺で一般参拝を受け、灌頂が行われる。パレードには国家主席など政府高官らも多数参加する。
フランク・レイノルズは、新年の儀式は14世紀まで遡ることはほぼ確実で、儀式そのものは雨の到来と、パバーン像の魔術的な力の更新と共同体に対する仏像の継続的な恩恵を保証しようとする行為である。祖先（プーニュー・ニャーニュー）が参加することは、過去、現在、未来のラオス人の共同体全体が、仏像（ひいては仏像が象徴する仏陀）の優位性と権威を受け入れることを意味し、同様に、国王による灌頂は、国王自身が仏陀の権威を受け入れていることを確認し、その直後に行われる儀式、つまり貴族が国王に忠誠を誓う儀式への道を開くものであると、1975年の革命以前に行われていた新年の儀式の一般的な象徴性を解釈した。

### 4月17日
- 朝７時にパバーン仏像はパバーン堂から運び出され、堂の前に待機した山車上に据え付けられた祠に安置。山車はルアンパバーン国立博物館を出て右折し100m先のワット・マイ寺に向かう[2]。
- パバーン仏は山車から降ろされ抱えられたまま本堂前に設置した仮設のパバーン仏ご座所へと運び込まれその中央に置かれた祠に安置。この祠の屋根には左右斜め上に伸びた二本の樋がつながっていて、その樋に水を流すと祠に向かって流れパバーン仏にシャワーのように降り注ぐようになっている[2]。
- パバーン仏像への聖水の水かけの順番は、1)プーニュー・ニャーニューによるナムカーン川から汲んだ聖水、2)高僧と他の僧侶、3)王族や貴族、4)官吏、5)一般市民である[6]。これはプーニュー・ニャーニューがナーガの代理として聖水を掛ける役を務める[7]とともに、精霊であるプーニュー・ニャーニューがパバーン仏像に水をかける儀式は彼らが仏教に帰依していることも示している。人々は、「パバーン仏像」に水をかけると豊かさと繁栄がもたらされると信じている[8]。僧侶がお経を唱えた後、プーニュー・ニャーニューが仏像を拝み、ナーガの桶を介して水がパバーン仏へと流れ落ちる。ルアンパバーンの4人の高僧がサンガの正当性を示す儀式を執り行い、政府代表者や村長らが続く[4]。その後美人コンテスト入賞者たちに続いて一般人も列に加わる。以降毎日朝から夕方まで参拝客の足が絶えることない[2]。
- 夕方寺ではラオス版ラーマヤナの仮面劇が催された[2]。

### 4月18～19日
- 一般の参拝が行われる。

### 4月20日
- 朝8時より、17日に王宮を出た時より多くの人たちに囲まれて、来た道を逆に辿って、パバーン仏は王宮に戻される[9][2]。